# Carnival (film 1921)
Carnival è un film del 1921 diretto da Harley Knoles, basato su una rappresentazione teatrale dell'anno prima, di cui Matheson Lang era uno degli autori.
Il film venne ripubblicato anche l'anno successivo, mentre nel 1931 usci il remake sonoro del film, diretto da Herbert Wilcox.

## Trama
Un attore italiano che lavora in una produzione teatrale di William Shakespeare sospetta che la moglie lo stia tradendo.

## Produzione

### Riprese
Il film fu girato interamente a Venezia, in Italia.

## Distribuzione
Le date di uscita internazionali del film sono state:
- marzo 1921: Regno Unito
- 26 giugno 1921: USA
- 17 ottobre 1921: Svezia (Katneval)
- 25 maggio 1922: Danimarca (En Karnevalsnat)
- 13 novembre 1922: Finlandia
- 18 dicembre 1924: Portogallo (Carnaval)